# Frieden von Chotyn (1621)

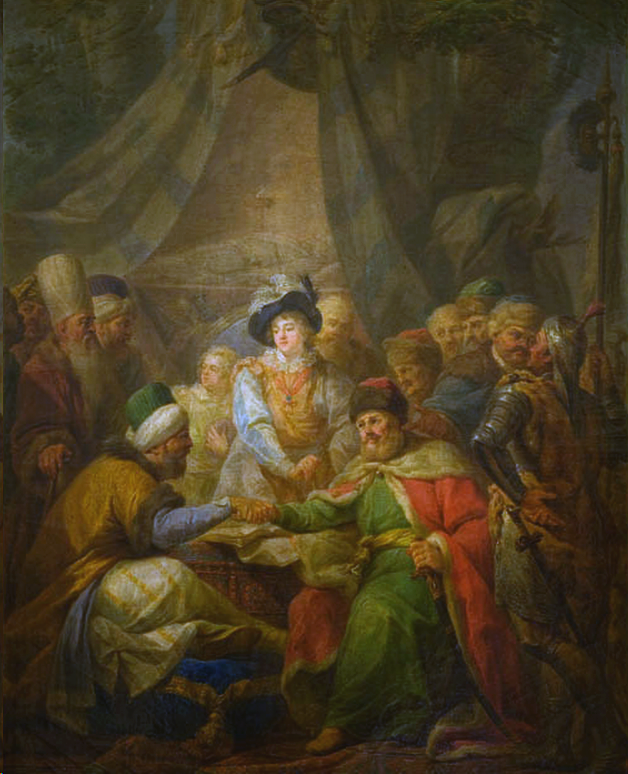
Friedensschluss auf dem Gemälde von Marcello Bacciarelli

Der Frieden von Chotyn von 1621 (polnisch Pokój w Chocimiu z 1621 roku), auch Hetmanfrieden (polnisch Pokój hetmański) genannt, beendete den Krieg zwischen Polen-Litauen und dem Osmanischen Reich von 1620–1621.

## Vorgeschichte
Der Polnisch-osmanische Frieden von 1607 und der Vertrag von Buscha von 1617 waren recht brüchig, da sich beide Vertragsparteien nicht an die Abmachungen hielten. Sigismund III. Wasa erachtete den Vertrag von Buscha nur als vorübergehende Lösung, um den seit 1609 schwelenden Konflikt mit Moskau ungestört zu beenden. Nach dem Vertrag von Deulino von 1618 hatte er den Rücken frei, um sich wieder dem Konflikt mit dem osmanischen Reich zu widmen. 1620 verbündete sich der Gospodar von Moldau, der eigentlich ein Lehnsmann des Sultans war, mit Sigismund gegen die Hohe Pforte. Polen-Litauen führte danach verbündet mit Moldau und den Kossaken 1620 und 1621 zwei Kriegszüge gegen das osmanische Reich und seine Lehensgebiete. Die Schlacht bei Țuțora von 1620 gewann das osmanische Reich. In der Schlacht von Chotyn von 1621 konnte sich dagegen Polen-Litauen behaupten. Der Frieden wurde unmittelbar nach der Schlacht vor den Toren der Festung Chotyn geschlossen.

## Beschlüsse
Es wurde der Vertrag von Buscha im Wesentlichen bestätigt. Moldau blieb im osmanischen Einflussbereich. Gegenseitige Raubzüge der Krimtateren und Kosaken sollten beigelegt werden.

## Nachgang
Der Frieden wurde 1624 durch den polnisch-litauischen Abgesandten bei der Hohen Pforte Krzysztof Zbaraski bestätigt.